# セカイ (DECO*27 × kemuの曲)
「セカイ」は、日本のボカロP・DECO*27×堀江晶太制作のVOCALOID楽曲。アプリゲーム『プロジェクトセカイ カラフルステージ! feat. 初音ミク』のテーマソングとして、2020年7月31日に発表され、ボーカルシンセサイザー・初音ミクが歌唱する。

## 概要
2025年4月現在、YouTubeに投稿された動画は725万回以上の再生数を記録している。スマホゲーム『プロジェクトセカイ カラフルステージ! feat. 初音ミク』の公開を1日後に控えた2020年9月28日には、テーマ曲『セカイ』のセカイ ver.の3DMVが公式チャンネルで公開された。DECO*27によれば、『セカイ』は新しい出会いを機に新しいセカイに飛び込む主人公の気持ちを題材にしたと話し、自身の初音ミクとの出会いとリンクする場所もあったため、作詞はスムーズに進んだと話している。

## 収録シングル
- 『セカイ』（アーティスト: DECO*27 × 堀江晶太(kemu)、2021年配信）
- 『セカイ/ワーワーワールド/群青讃歌』（セカイver.収録、2021年12月8日発売[4]）

### ユニットメンバー
1. ↑  星乃一歌（野口瑠璃子）、天馬司（廣瀬大介）、宵崎奏（楠木ともり）、初音ミク